# Chrostosoma tricolor
Chrostosoma tricolor là một loài bướm đêm thuộc phân họ Arctiinae, họ Erebidae.